# Unidos Podemos
Unidos Podemos (svenska: "Vi kan tillsammans") var en vänsterpolitisk valallians formad av partierna Podemos, Izquierda Unida och Equo inför de spanska parlamentsvalen i juni 2016.
Pablo Iglesias, partiledare för vänsterpartiet Podemos  var i ledningen för den nybildade vänsterkoalitionen Unidos Podemos bestående av 11 grupperingar i valet 2016.
När Iglesias 2021 lämnade regeringen efterträddes han av Yolanda Díaz som vice statsminister.
Alliansen upplöstes i juni 2023 sedan Díaz istället format den nya vänsteralliansen Sumar.